# Paul Drayton
Paul Drayton (Estados Unidos, 8 de mayo de 1939-2 de marzo de 2010) fue un atleta estadounidense, especializado en la prueba de 4 x 100 m en la que llegó a ser campeón olímpico en 1964.

## Carrera deportiva
En los JJ. OO. de Tokio 1964 ganó la medalla de oro en los relevos de 4 x 100 metros, con un tiempo de 39.0 segundos que fue récord del mundo, llegando a meta por delante de Polonia (plata) y Francia (bronce), siendo sus compañeros de equipo: Gerry Ashworth, Richard Stebbins y Bob Hayes. Además consiguió la plata en los 200 metros, con 20.5 segundos, tras su compatriota el también estadounidense Henry Carr.